# ゴットフリート (ユーリヒガウ伯)
ゴットフリート・フォン・ユーリヒ（Gottfried von Jülich, 905年ごろ - 949年以降の6月1日）は、ユーリヒガウ伯（在位：924年 - 936/49年）。メッツ伯ゲルハルト1世とザクセン公オットー1世の娘オーダの息子で、ドイツ王ハインリヒ1世の甥にあたる。さらに、924年から953年までケルン大司教であり、941年から従兄弟にあたる神聖ローマ皇帝オットー1世の大宰相をつとめたケルン大司教ヴィヒフリートの弟であった。

## 生涯
ゴットフリートは西フランク王シャルル3世の長女とみられるエルマントルドと結婚し、910年から923年までロタリンギア（ロートリンゲン）王でもあったシャルル3世の臣下として仕えた。923年にシャルル3世が西フランク王およびロタリンギア王の位を廃位されその後まもなく幽閉され（2歳であった一人息子ルイは母親と共にイングランドへ逃れた）、シャルル3世の他の娘は結婚しなかったことから、ゴットフリートとエルマントルドの結婚はシャルル3世の廃位の少し前であったとみられる。
期間は不明であるが、ゴットフリートはロタリンギア宮中伯としてロートリンゲン公の代理をつとめた。この役職は、911年から915年まで辺境伯としてレニエ家のレニエ1世がつとめ、その後はヴィゲリヒがつとめた。ヴィゲリヒは922年以前に死去しており、シャルル3世は923年に廃位されたため、短い期間であるがゴットフリートが（若年にもかかわらず）ロタリンギアで義父の代理に任命された可能性がある。
しかし、ゴットフリートはドイツ王ハインリヒ1世の甥であり、皇帝オットー1世の従兄弟であり、オットー1世の側近で後に大宰相となったヴィヒフリートの弟でもあったため、廃位されたシャルル3世との関係にもかかわらず、923年以降もロタリンギア宮中伯の位についていた可能性がある。ゴットフリートの息子ゴットフリート1世が959年に下ロートリンゲン公となり、当初オットー1世の弟でヴィヒフリートの後にケルン大司教となったブルーノの代理をつとめたという事実は、ザクセン家との関係が西フランク王家との関係よりも重要であったことを示唆している。

## 子女
ゴットフリートと西フランク王シャルル3世の娘エルマントルドの間に以下の子女が生まれた。
- ゴットフリート1世（925/35年 - 964年） - エノー伯、下ロートリンゲン公（959年 - 964年）[2]
- ゲルベルガ（925/35年 - 996年5月24日以前） - ゲルデルン伯およびズトフェン伯メギンゴース（920年頃 - 998/99年）と結婚[3][4]
- ゲルハルト2世（925/35年生） - メッツ伯、ルミルモン修道院のフォークト
- ゲープハルト（925/35年生） - 「大フランケンの祖先」
- アーダルハルト - 「大フランケンの祖先」